# Furesø (meer)
Furesø is een meer op het Deense eiland Seeland, op ongeveer 20 km ten noordwesten van de hoofdstad Kopenhagen. Het meer heeft een oppervlakte van 9,4 km² en de gemiddelde diepte is 13,5 m.
Belangrijkste bronnen zijn de Fiskebæk (Mølleåen), Dumpedalsrenden en Vejlesø Kanal. Belangrijkste uitstroom is Mølleåen.
De gemeente Furesø is naar het meer genoemd.